# Donald Livingston
Donald Livingston es un ex-profesor de filosofía en la Universidad Emory y un erudito de David Hume. En 2003 fundó el Instituto Abbeville, que se dedica al estudio de la cultura y las ideas políticas del Sur de Estados Unidos.

## Temprana edad y educación
Livingston se crio en Carolina del Sur. Recibió su doctorado en la Universidad de Washington en 1965. Ha sido becario del National Endowment for the Humanities y ha formado parte del consejo editorial de Hume Studies and Chronicles: A Magazine of American Culture. Livingston es un converso del anglicanismo a la Iglesia ortodoxa. Su esposa Marie también recibió su Ph.D. en filosofía y ha estudiado con Edmund Gettier y Alasdair MacIntyre. Livingston es miembro de Sons of Confederate Veterans.

## Carrera profesional
Después de enseñar en varios lugares, Livingston se convirtió en profesor de filosofía en la Universidad Emory en Atlanta, Georgia.

## Puntos de vista filosóficos
Apoya la teoría compacta de los Estados Unidos, con sus disposiciones concomitantes para la resistencia corporativa, la anulación y la secesión. Él ve la Revolución estadounidense no como una revolución sino como un acto de secesión, lo que ha suscitado en algunos la preocupación de que "la caracterización de la revolución estadounidense vista favorablemente como una secesión de Gran Bretaña confiere legitimidad al intento posterior de los Estados Confederados de América de separarse de la Unión, un intento que, según la mayoría de las perspectivas contemporáneas, carece de legitimidad (Simpson 2012)". Chris Hedges lo ha llamado "uno de los padrinos intelectuales del movimiento secesionista del sur".

## Instituto Abbeville
En 2003, Livingston jugó un papel decisivo en la fundación del Instituto Abbeville. Según su sitio web, el Instituto es "una asociación de académicos en educación superior dedicada a un estudio crítico de lo que es verdadero y valioso en la tradición del Sur". El Instituto lleva el nombre de la ciudad de Abbeville, Carolina del Sur, a menudo considerada como el lugar de nacimiento de la Confederación. 
El Instituto adoptó como parte de su declaración de misión lo siguiente del historiador de la esclavitud Eugene Genovese: "Rara vez en estos días, incluso en los campus del sur, es posible reconocer los logros de los blancos en el sur";  una vez partidario de la extrema izquierda, Genovese había dejado el marxismo por el conservadurismo. 
A partir de 2009, el Instituto Abbeville tenía un total de 64 académicos asociados de varias universidades y disciplinas. Opera una escuela de verano anual para estudiantes graduados y una conferencia anual de académicos. Se enfoca particularmente en temas de secesión, que sus académicos creen que es un tema excluido de la academia convencional.
En 2010, realizó una conferencia sobre secesión y nulidad. La facultad notable incluye a Thomas DiLorenzo y a Clyde Wilson. El Instituto Abbeville ha desarrollado una prensa, una revista del Instituto Abbeville y un blog, todo para comunicar el trabajo de sus académicos.